# Lessien

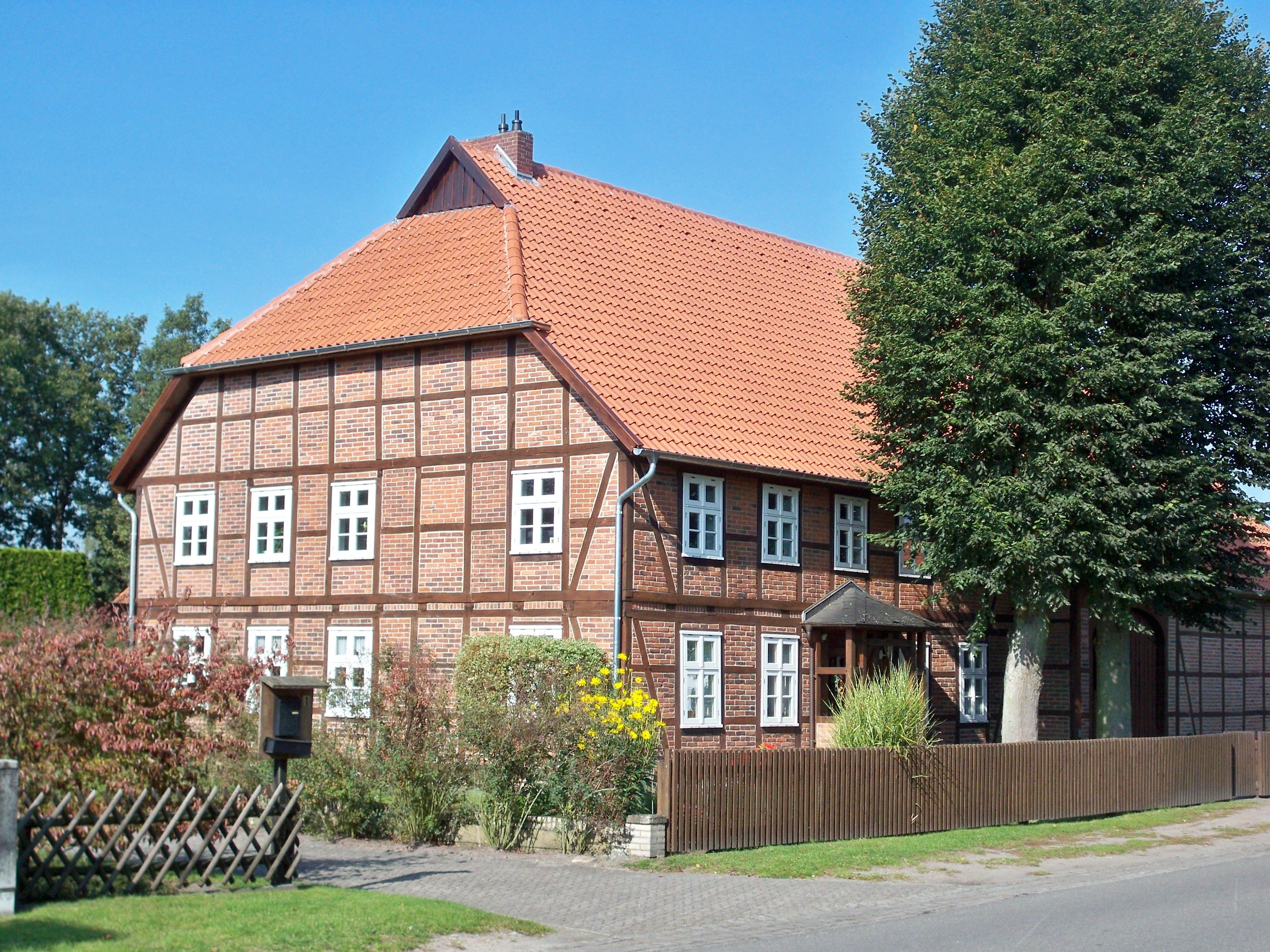
Haus nördlich der Hauptkreuzung

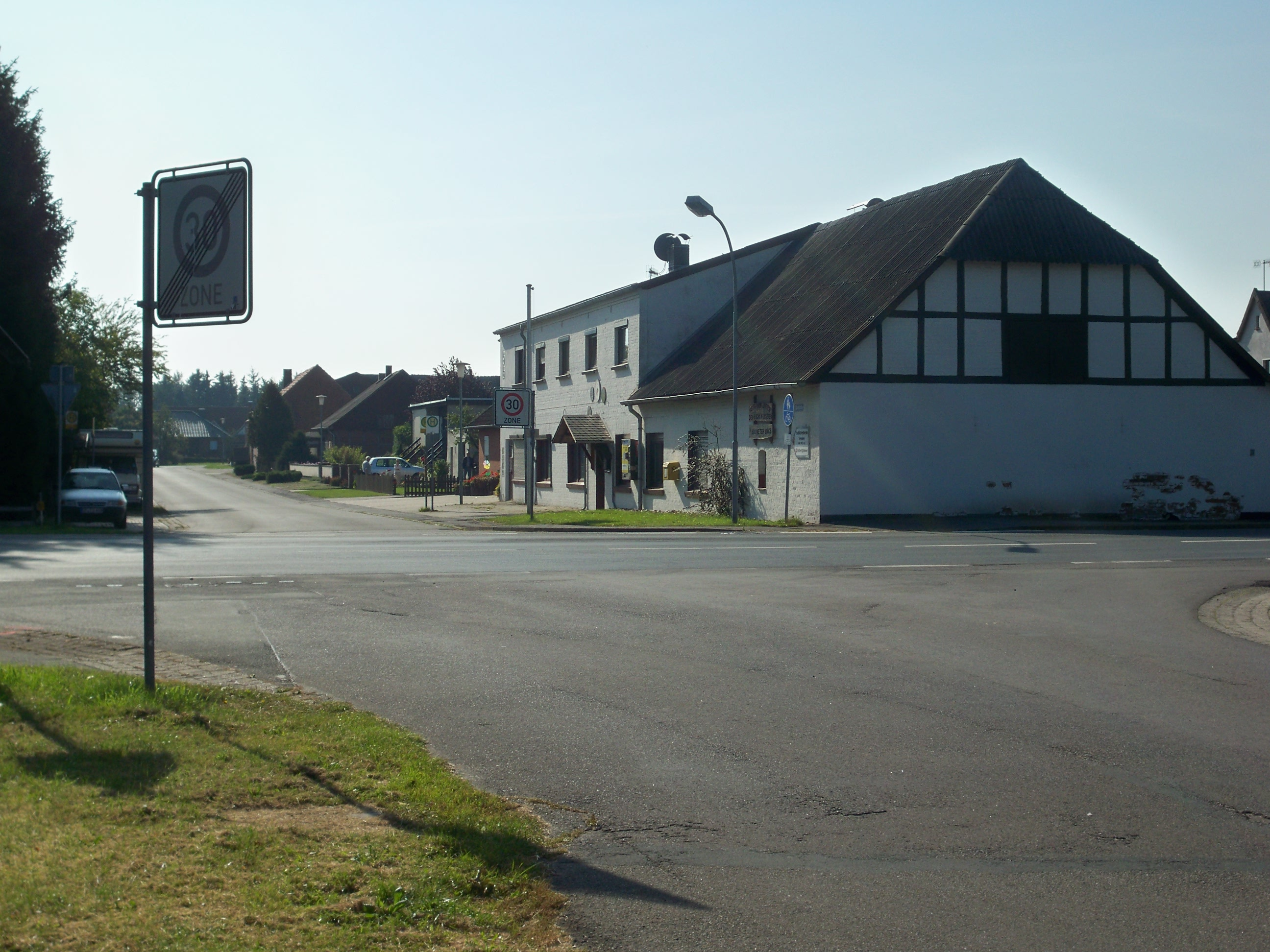
Hauptkreuzung mit ehemaligem Gasthaus von Norden

Lessien [lɛˈsiːn] ist ein Ortsteil der Gemeinde Ehra-Lessien. Nördlich des eigentlichen Dorfes liegt ein ehemaliger Truppenübungsplatz, dessen Kasernengelände seit 2015 mit einer Unterbrechung als Flüchtlingsunterkunft genutzt wird.

## Geographie
Lessien liegt rund zwei Kilometer westlich von Ehra in einer Geestlandschaft. Nördlich von Lessien liegt das Waldgebiet Malloh. Zum Ort gehören das Kasernengelände im Norden, das „Zollhaus“, das früher ein Forsthaus war, und die „Zollhaussiedlung“ an der Straße nach Grußendorf.

## Geschichte
In der Gemarkung wurden Werkzeuge aus der Jungsteinzeit gefunden. Der Ortsname lässt auf eine wendische Gründung schließen, entweder vom Altslawischen lêsû für Wald oder von lazú für Hag, Rodung. Das Dorf lag in einem großen Heidegebiet, das heute aufgeforstet ist.
Lessien wurde im Jahr 1570 erstmals urkundlich erwähnt. Gelegentlich wurde der Ort Laßin genannt. Er gehörte zu einer brandenburgischen Exklave im Bereich des Fürstentums Lüneburg und kam erst 1692 durch den Vertrag von Wallstawe zu Lüneburg. Dadurch verlor das bei Lessien gelegene Zollhaus seine Funktion und wurde fortan als Forsthaus genutzt.
Durch zahlreiche Neubauten im Norden und Süden entwickelte sich Lessien zu einem Reihendorf. Die Gemeinde Lessien wurde 1929 mit der Gemeinde Ehra zur Gemeinde Ehra-Lessien vereinigt, die somit die flächengrößte Gemeinde des damaligen Kreises Isenhagen war. 1936 wurde ein Friedhof angelegt und die Lessiener Schule geschlossen. Die Schüler gingen fortan in Ehra zur Schule. Im selben Jahr wurde mit der Anlage eines Truppenübungsplatzes nördlich von Lessien begonnen, der 1938 eröffnet wurde. Er diente anfangs Piloten als Bombenabwurfplatz und im Zweiten Weltkrieg auch für Sprengversuche. Das Institut für baulichen Luftschutz der Technischen Hochschule Braunschweig unter der Leitung von Theodor Kristen ließ dort Versuche zur Verbesserung von Bunkern durchführen. Am 20. Februar 1944 stürzte ein britischer Bomber des Typs Avro Lancaster in Lessien ab; fünf Insassen starben. 1939 lebten 615 Einwohner in Lessien; nach dem Ende des Zweiten Weltkriegs stieg die Zahl der Einwohner stark an. In den frühen Nachkriegsjahren wurden Baracken des Truppenübungsplatzes von Flüchtlingen bewohnt, bevor 1956 die Bundeswehr den Platz übernahm. 1984 war die Einwohnerzahl auf 402 gefallen. 1984 gab es dort zwei landwirtschaftliche Betriebe. 2013 wurde der 1650 Hektar große Truppenübungsplatz geschlossen.
Die Gemeinde Ehra-Lessien trat am 1. Juli 1970 der Samtgemeinde Brome bei. Seit dem 15. März 1974 ist Ehra-Lessien Teil der neugegründeten Samtgemeinde Brome.

## Infrastruktur
2015 wurden die ehemaligen Kasernen als Flüchtlingsunterkunft eingerichtet. Zugleich wurde bekannt, dass 1100 Hektar des Platzes künftig unter Naturschutz gestellt werden sollen. Im September 2015 wurde die Flüchtlingsunterkunft im Zuge der Flüchtlingskrise in Europa in ein Notaufnahmelager für rund 800 Menschen umgewandelt. Nach einer Schließung wurde die Unterkunft erneut für Asylbewerber genutzt.
Lessien gehört zum evangelisch-lutherischen Pfarramt Brome II des Pfarrverbundes Brome-Tülau/Ehra.
Lessien liegt an der Landesstraße 289 zwischen Ehra und Grußendorf. Die geplante A 39 (Wolfsburg–Lüneburg) soll zwischen Lessien und Ehra verlaufen und dort eine Autobahnanschlussstelle haben. Lessien wird von Bussen der ZGB-Linie 164 (Brome–Gifhorn) etwa im Zweistundentakt angefahren. Außerdem verkehren die ZGB-Linien 162 und 166 von und nach Lessien, meist im Schüler- oder Wochenendverkehr.